# HMNB Devonport

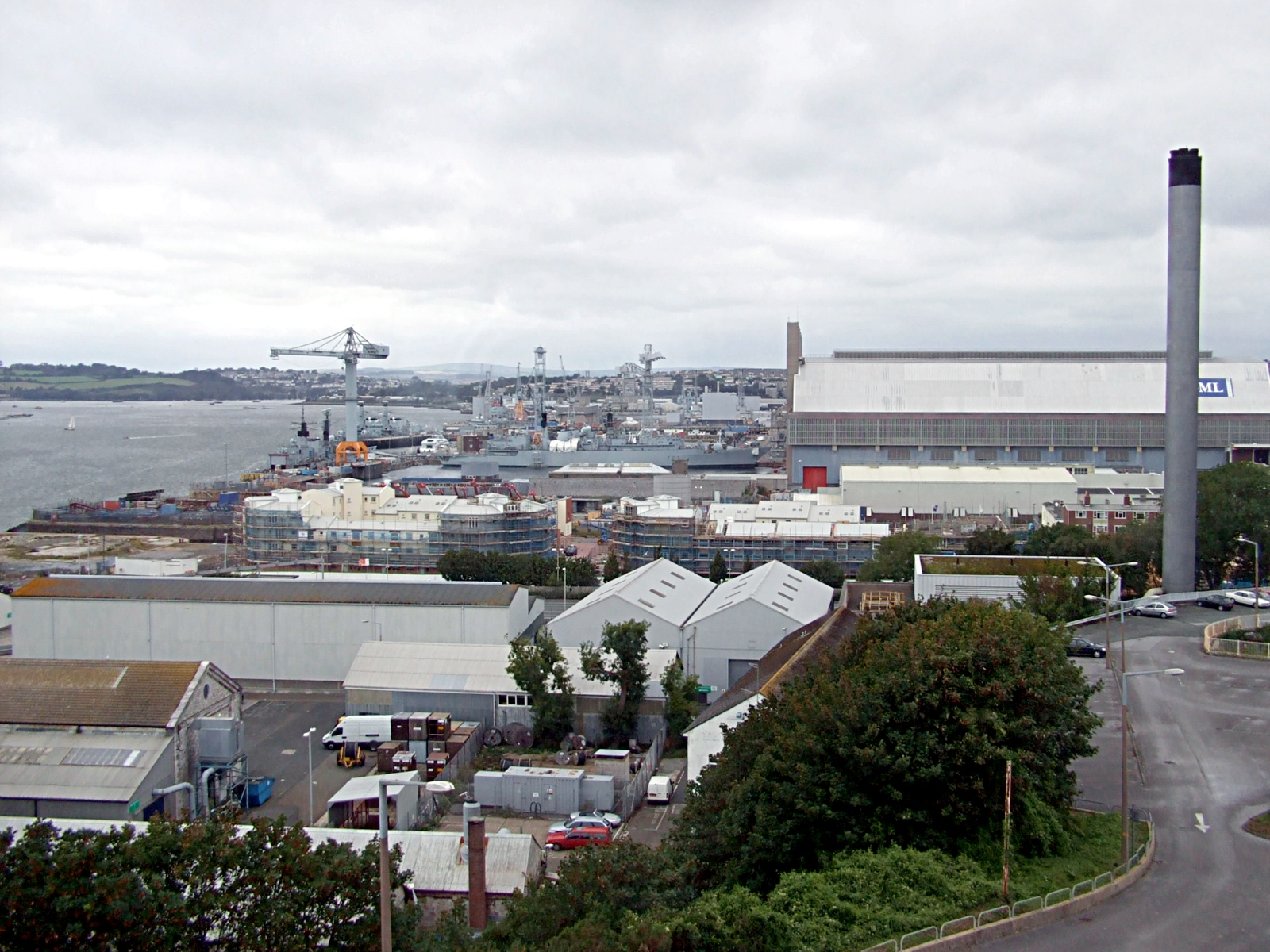
Vista da base naval HMNB Devonport.

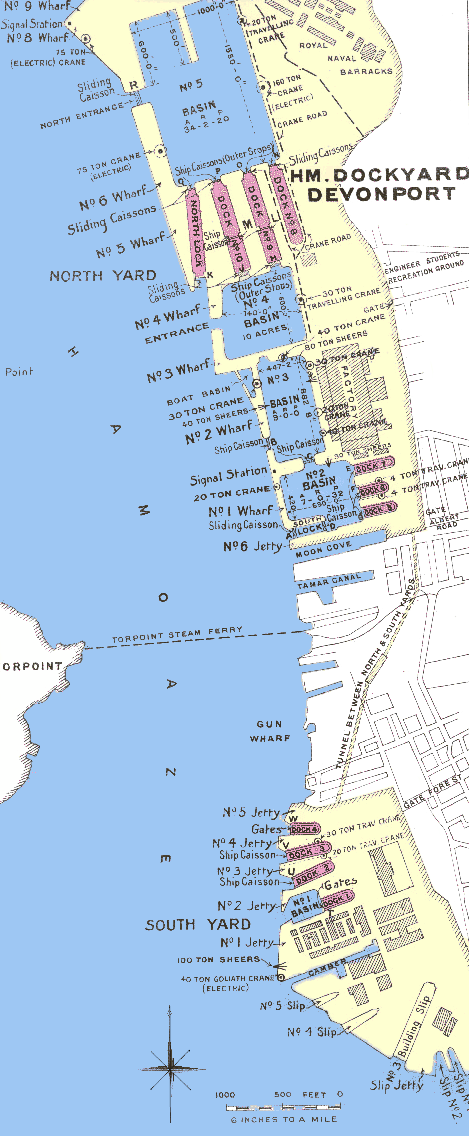
HMNB Devonport em 1909.

HMNB Devonport ("Her Majesty's Naval Base (HMNB) Devonport")  é uma das três bases operacionais da "Royal Navy" (Marinha Real Britânica), sendo aos outras HMNB Clyde e HMNB Portsmouth. É localizado em Plymouth, no sul da Inglaterra.